# كأس السوبر الألباني 1991
بطولة كأس السوبر الألباني 1991 هي النسخة الثالثة من بطولة كأس السوبر الألباني ، لعب يوم 11 يناير 1992 في الاستاد الوطني بتيرانا ، بين فريق فلامورتاري فلوري الفائز بالدوري وفريق بارتيزاني تيرانا الفائز بكأس ألبانيا. وقد انتهت المباراة بفوز فلامورتاري فلوري بالمباراة بنتيجة 1–0 ليحصد لقبه الثاني على التوالي والثاني في تاريخ البطولة.

## التفاصيل
| فلامورتاري فلوري | 1–0 | بارتيزاني تيرانا |
| ---------------- | --- | ---------------- |
| فيكتور 65'       |     |                  |

| الحكام المساعدون: أوفيل زايمي هايرو ييسكاي | قوانين المباراة - 90 دقيقة. - 30 دقيقة من الوقت الإضافي إذا لزم الأمر. - ركلات جزاء ترجيحية إذا استمرت النتيجة متعادلة. |